# ياد كارا
ياد كارا (ولدت في عام 1965 في مدينة تشيرلي بتركيا) كاتبة ألمانية من أصل تركي.

## حياتها
عاشت يادا كارا في برلين الغربية سابقاً. وعقب إنهائها لتعليمها المدرسي درست فقه اللغة الإنجليزية واللغة الألمانية.وعلاوة على ذلك كان لها دوراً فعالاً في مسرح شيلر في برلين. ثم عملت من وقت لآخر كممثلة، وصحفية ومعلمة في لندن، وإسطنبول وهونغ كونغ. وقد ساهمت يادا كارا في الإذاعة والتلفزيون.
حازت يادا كارا على «جائزة الكتاب الألماني» في عام 2004 وذلك عن أول رواية لها بعنوان «مرحبا ببرلين» في عام 2003. وعلاوة على ذلك حازت يادا كارا على جائزة أدلبرت فون شاميسو في عام 2004. وفي عام 2008 نشرت يادا كارا كتاب «مقهى قبرص».

## أعمالها
•	مقهى قبرص، رواية، ديوجين، زيوريخ 2008. 375 S. ISBN 978-3-257-06623-4
•	مرحبا ببرلين، رواية، ديوجين، زيورخ 2003. 381 S. ISBN 3-257-06335-0
•	باللغة التركية: مرحبا ببرلين، ترجمه نافر إيرميش، انقلاب، إسطنبول 2004. 359 S. ISBN 975-10-2249-5
•	باللغة الإيطالية: مرحبا ببرلين، ترجمته مارينا بوغليانو، Ed. eo, Roma 2005. 327 S. ISBN 88-7641-646-3

## وصلات خارجية
•	الأدب المتعلق بيادا كارا في كتالوج المكتبة الوطنية الألمانية [التركية] (باللغة الألمانية
•	مقابلة يادا كارا في نوفمبر عام 2003 التي نظمها إينو إي. بيتر (باللغة الألمانية)
•	انتقادات والسيرة الذاتية القصيرة ليادا كارا في Perlentaucher (باللغة الألمانية)